# Distritos de Granada
La ciudad española de Granada está gobernada y administrada por el Ayuntamiento de Granada. Se divide en ocho distritos (divisiones territoriales de gestión), coordinados por Juntas de Distrito, que a su vez se subdividen en barrios:
| Distrito | Barrios | Ubicación |
| -------- | --- | --------- |
| Albayzín | Albaicín, El Fargue, Haza Grande y Sacromonte.                                                                   |           |
| Beiro    | Joaquina Eguaras, La Cruz, Pajaritos, Plaza de Toros-Doctores-San Lázaro y San Francisco Javier y San Ildefonso. |           |
| Centro   | Centro-Sagrario y Realejo-San Matías.                                                                            |           |
| Chana    | Angustias-Chana-Encina, Bobadilla y Cerrillo de Maracena.                                                        |           |
| Genil    | Bola de Oro, Camino de los Neveros, Carretera de la Sierra, Castaño-Mirasierra, Cervantes y Lancha del Genil.    |           |
| Norte    | Almanjáyar, Campo Verde, Cartuja, Casería de Montijo, Parque Nueva Granada, La Paz y Rey Badis.                  |           |
| Ronda    | Camino de Ronda, Fígares y Rosaleda.                                                                             |           |
| Zaidín   | Zaidín y Vergeles.                                                                                               |           |

## Población

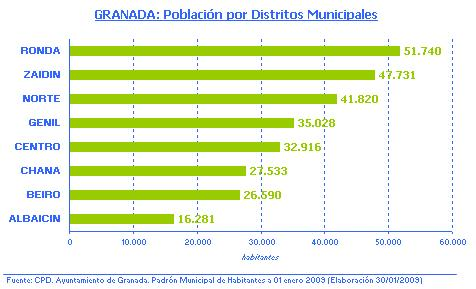